# Rensselaer (Missouri)
Rensselaer is een plaats (village) in de Amerikaanse staat Missouri, en valt bestuurlijk gezien onder Ralls County.

## Demografie
Bij de volkstelling in 2000 werd het aantal inwoners vastgesteld op 145.
In 2006 is het aantal inwoners door het United States Census Bureau geschat op 152, een stijging van 7 (4,8%).

## Geografie
Volgens het United States Census Bureau beslaat de plaats een oppervlakte van
5,2 km², waarvan 5,1 km² land en 0,1 km² water. Rensselaer ligt op ongeveer 222 m boven zeeniveau.

## Plaatsen in de nabije omgeving
De onderstaande figuur toont nabijgelegen plaatsen in een straal van 20 km rond Rensselaer.